# Westlothiana lizziae
Westlothiana lizziae és una espècie extinta de tetràpode prehistòric que va viure a principis del període Carbonífer (Viseà) en el que avui és Escòcia, i que en aquella època era un conjunt d'aiguamolls. L'espècimen fòssil fou descobert el 1988 i batejat segons el lloc on fou trobat (el districte escocès de West Lothian).
És un candidat a l'amniota més basal i, en tot cas, presentava una estructura de la columna vertebral i uns ossos del crani de tipus amniota.